# Licania chiriquiensis
Licania chiriquiensis är en tvåhjärtbladig växtart som beskrevs av Ghillean `Iain' Tolmie Prance. Licania chiriquiensis ingår i släktet Licania och familjen Chrysobalanaceae. IUCN kategoriserar arten globalt som akut hotad. Inga underarter finns listade i Catalogue of Life.